# Ломжа
Ло̀мжа (на полски: Łomża) е град в Североизточна Полша, Подляско войводство. Административен център е на Ломжански окръг и на Ломжанска община без да е част от тях. Самият град е обособен в отделен окръг с площ 32,67 км2.

## География
Градът е разположен край река Нарев в историческата област Мазовия и се намира на моренни хълмове. Ломжа е основният икономически, образователен и културен център както на Ломжанския регион, така и на Подляското войводство.

## История
Произходът на името на града е спорен. Името на града, според някои изследователи, може да произходи от балтийската дума „loma“, която означава ниска влажна зона в поле или ливада. Според друга версия името на града идва от полската дума „łom“ (която означава на български лост).
Градът започва да съществува от края на IX век, първоначално като малко селище. Обявен е административно за град през 1418 г.

## Население
Населението на града възлиза на 63 070 души (2012). Гъстотата е 1931 души/км2.
Демографско развитие:

## Спорт
Градът е дом на футболния клуб Л.К.С. Ломжа.

## Фотогалерия
- Катедрала „Св Архангел Михаил“
- Главната поща
- Улица „Фарна“
- Градската болница
- Градски стадион
- Панорама